# كليف ريتشي
كليف ريتشي (بالإنجليزية: Cliff Richey)‏ مواليد 31 ديسمبر 1946 في سان أنجيلو، الولايات المتحدة، هو لاعب كرة مضرب أمريكي سابق بدأ مسيرته كمحترف سنة 1964 وكان يلعب باليد اليمنى، اعتزل اللعب في 1979. أعلى تصنيف له في الفردي كان المركز الـ 6 في سنة 1970.

## روابط خارجية
- كليف ريتشي على موقع رابطة محترفي التنس (الإنجليزية)
- كليف ريتشي على موقع الاتحاد الدولي لكرة المضرب (الإنجليزية)
- كليف ريتشي على موقع كأس ديفيز (الإنجليزية)
- كليف ريتشي على موقع بطولة ويمبلدون (الإنجليزية)
- كليف ريتشي على موقع خلاصة التنس.كوم (الإنجليزية)